# Fish Hoek
Fish Hoek (Vishoek in afrikaans, letteralmemente angolo dei pesci) è una località costiera affacciata sulla Falsa Baia e situata sul versante orientale della penisola del Capo in Sudafrica. In passato Fish Hoek costituiva una municipalità a sé stante, mentre oggi è parte integrante della municipalità metropolitana di Città del Capo, di cui è sobborgo e dal cui centro cittadino dista soli 24 km. 

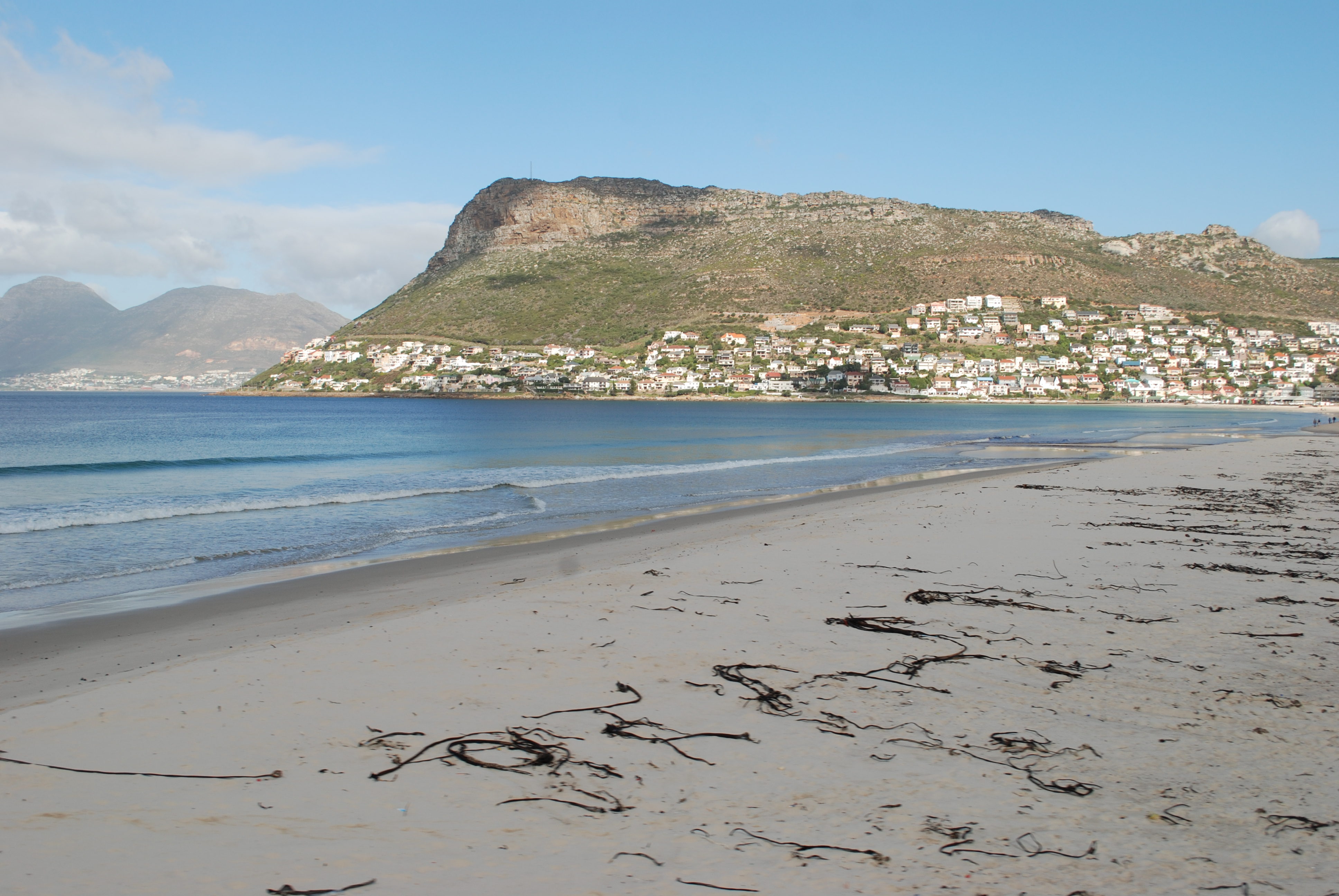
La spiaggia di Fish Hoek

Grazie alla sua spiaggia affacciata sull'oceano, Fish Hoek è anche una delle località balneari preferite dai capetoniani; sono infatti molti i pendolari e i pensionati che vi risiedono. La tradizionale industria della pesca coesiste con quella del turismo e del tempo libero.

## Storia
Fish Hoek appare col toponimo Vissers Baay o Visch Hoek sulle prime mappe della penisola del Capo tracciate dagli olandesi.
In passato la spiaggia di Fish Hoek veniva utilizzata come approdo dai pescatori e dai cacciatori di balene, ma si deve aspettare il 1918 perché riceva il titolo di township. Il diplomatico Edmund Roberts visitò Fish Hoek nel 1833, descrivendola come un povero porto di pescatori dotato di una piccola industria baleniera.